# Vagabonden (dansk film)
 For alternative betydninger, se Vagabonden. (Se også artikler, som begynder med Vagabonden)
Vagabonden er en dansk film fra 1940, instrueret af Arne Weel efter et manuskript af Peer Guldbrandsen. Filmen handler om en skærsliber-original (Carl Alstrup), der indvikles i en drabssag. Musikken er komponeret af Emil Reesen.

## Medvirkende
- Carl Alstrup
- Betty Söderberg
- Fredbjørn Bjørnsson
- Jens Asby
- Charles Wilken
- Olaf Ussing
- Peter Nielsen
- Else Marie Hansen
- Bjarne Forchhammer